# Kernkraftwerk Limerick
Das Kernkraftwerk Limerick liegt bei Limerick, Montgomery County, Pennsylvania, 45 Kilometer nordwestlich des Stadtzentrums von Philadelphia, und besteht aus zwei Siedewasserreaktoren. Der Eigentümer und Betreiber ist die Constellation Energy.

## Die Reaktoren

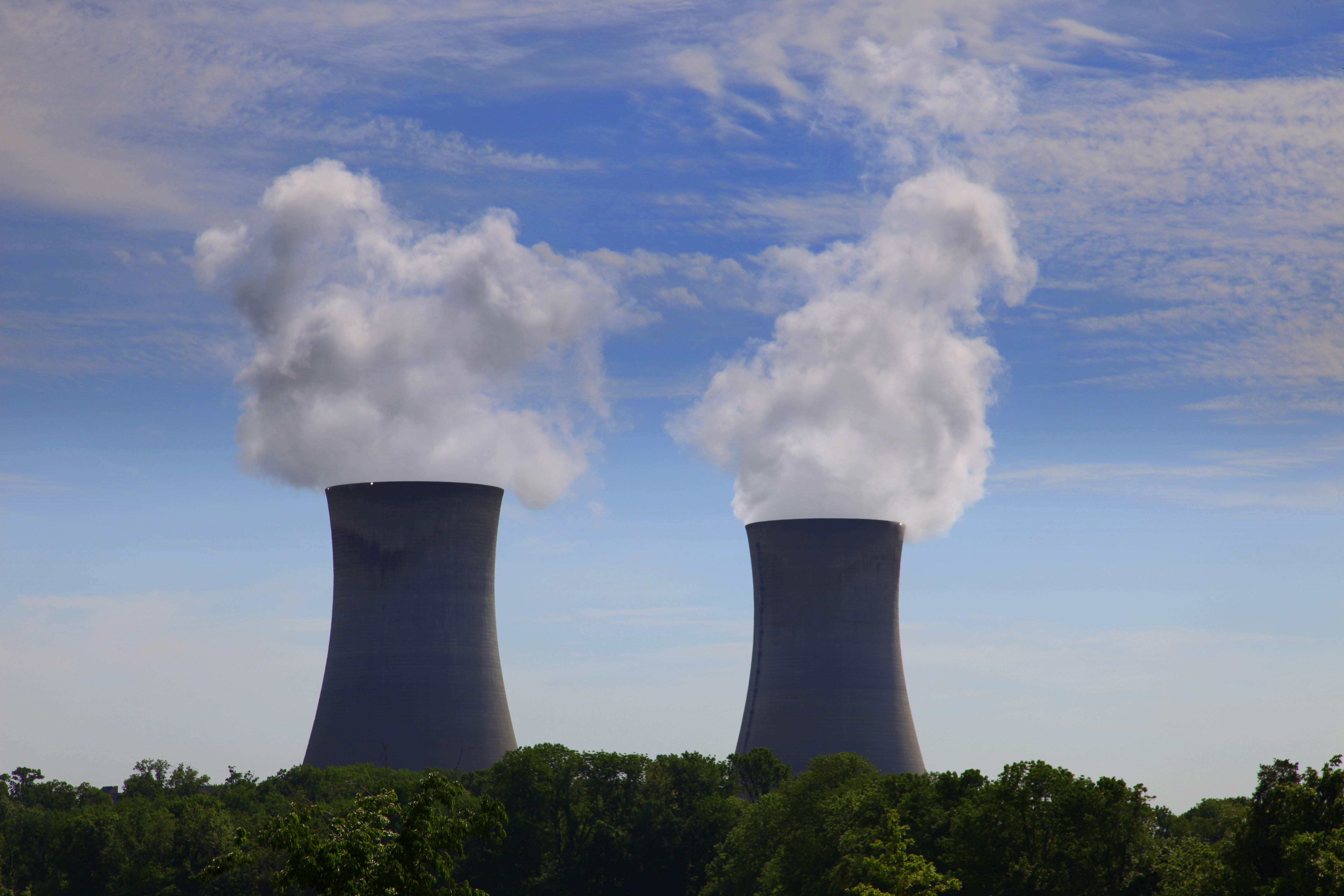
Die Kühltürme

Das Kernkraftwerk Limerick besteht aus zwei General-Electric-Siedewasserreaktoren mit einer elektrischen Nettoleistung von je 1134 MWe und einer Bruttoleistung von 1194 MWe. Die Kühlung erfolgt durch zwei Kühltürme. Als Notstrom-Versorgung zur Abfuhr der Nachzerfallswärme bei einem Netz-Blackout verfügt jeder Reaktorblock über vier Notstromaggregate.
Die Brennelemente aus dem abgeschalteten Kernkraftwerk Shoreham wurden im Kernkraftwerk Limerick weiter verwendet. Sie kosteten den Betreiber von Limerick fast 50 Millionen Dollar.

## Bau und Inbetriebnahme
Der Baubeginn für beide Reaktoren war am 19. Juni 1974. Der erste Reaktor wurde am 13. April 1985 erstmals mit dem Stromnetz synchronisiert und nahm am 1. Februar 1986 den kommerziellen Leistungsbetrieb auf. Der zweite Reaktor wurde am 1. September 1989 zum ersten Mal mit dem Netz synchronisiert und ging am 8. Januar 1990 als vorletzter Reaktorblock in den Vereinigten Staaten in den kommerziellen Leistungsbetrieb über.

## Betriebsbewilligung
In den USA wird die Betriebsbewilligung (engl. license) für ein Kernkraftwerk von der Nuclear Regulatory Commission (NRC) zunächst für einen Zeitraum von bis zu 40 Jahren erteilt. Der Zeitraum von 40 Jahren basierte ursprünglich auf dem Zeitraum für die Abschreibung von Anlagevermögen. Der Atomic Energy Act of 1954 erlaubt eine (auch mehrmalige) Verlängerung der Betriebserlaubnis um jeweils 20 Jahre.
Die ursprüngliche Betriebsbewilligung für den Block 1 wurde dem Betreiber Exelon Generation Co., LLC am 8. August 1985 durch die NRC bis zum 26. Oktober 2024 erteilt. Sie wurde am 20. Oktober 2014 bis zum 26. Oktober 2044 verlängert.
Für den Block 2 wurde die ursprüngliche Bewilligung am 25. August 1989 bis zum 22. Juni 2029 erteilt. Sie wurde am 20. Oktober 2014 bis zum 22. Juni 2049 verlängert.

## Bevölkerung
In einem Radius von 16 Kilometern um das Werk leben rund 250'000 Personen. Jenseits dieses Radius liegt die Agglomeration von Philadelphia mit mehreren Millionen Einwohnern.

## Daten der Reaktorblöcke
Das Kernkraftwerk Limerick hat insgesamt zwei Blöcke:
| Reaktorblock | Reaktortyp         | Netto- leistung | Brutto- leistung | Baubeginn  | Netzsyn- chronisation | Kommer- zieller Betrieb | Betriebs- bewilligung | Abschaltung |
| ------------ | ------------------ | --------------- | ---------------- | ---------- | --------------------- | ----------------------- | --------------------- | ----------- |
| Limerick-1   | Siedewasserreaktor | 1134 MW         | 1194 MW          | 19.06.1974 | 13.04.1985            | 01.02.1986              | 26.10.2044            |             |
| Limerick-2   | Siedewasserreaktor | 1134 MW         | 1194 MW          | 19.06.1974 | 01.09.1989            | 08.01.1990              | 22.06.2049            |             |